# Poecile hyrcanus
El carbonero iraní (Poecile hyrcanus) es una especie de ave paseriforme de la familia Paridae endémica de las montañas al sur del Caspio. Anteriormente se lo consideraba conespecífico del carbonero montano y el carbonero palustre.

## Descripción
El carbonero iraní mide alrededor de 12,5 cm de largo. Presenta el píleo y la garganta de color pardo oscuro en contraste con sus mejillas blancas. Las partes superiores de su cuerpo son de color castaño, mientras que las inferiores son de color claro, de tono anteado rosado cuando están recién mudadas y grisáceas más tarde. Ambos sexos son de apariencia similar, y los juveniles son de tonos más apagados.

## Distribución y hábitat
Se encuentra únicamente en las montañas que se encuentran al sur del mar Caspio, en el norte de Irán, y llegando al sureste de Azerbaiyán. Su hábitat natural son los bosques caducifolios de montaña.